# Dalea abietifolia
Dalea abietifolia är en ärtväxtart som först beskrevs av Per Axel Rydberg, och fick sitt nu gällande namn av Arthur Allman Bullock. Dalea abietifolia ingår i släktet Dalea, och familjen ärtväxter. Inga underarter finns listade i Catalogue of Life.